# 🇺🇲
🇺🇲 is een Unicode vlagsequentie emoji die gebruikt wordt als regionale indicator voor Kleine afgelegen eilanden van de Verenigde Staten. De meest gebruikelijke weergave is die van de vlag van de Verenigde Staten, maar op sommige platforms (waaronder Microsoft Windows) ziet men de letters UM.
De vlagsequentie is opgebouwd uit de combinatie van de Regional Indicator Symbols 🇺 (U+1F1FA) en 🇲 (U+1F1F2), tezamen de ISO 3166-1 alpha-2 code UM voor Kleine afgelegen eilanden van de Verenigde Staten vormend.
Deze emoji is in 2010 geïntroduceerd met de Unicode 6.0-standaard.

## Gebruik
Deze emoji wordt gebruikt als regionale aanduiding van Kleine afgelegen eilanden van de Verenigde Staten.

## Codering

De Twemoji-implementatie

### Unicode
In Unicode vindt men de 🇺🇲 met de codesequentie U+1F1FA U+1F1F2 (hex).

### Shortcode
Er zijn shortcodes  voor 🇺🇲; in Github kan deze opgeroepen worden met :u.s. outlying islands:,  in Slack kan het karakter worden opgeroepen met de code :flag-um:.